# Neoconocephalus occidentalis
Neoconocephalus occidentalis är en insektsart som först beskrevs av Henri Saussure 1859.  Neoconocephalus occidentalis ingår i släktet Neoconocephalus och familjen vårtbitare. Inga underarter finns listade i Catalogue of Life.